# Caserne Selimiye
La caserne  Selimiye (turc : Selimiye Kışlası), également connue sous le nom de caserne de Scutari, est une caserne de l'armée turque située dans le district d'Üsküdar, dans la partie asiatique d'Istanbul, en Turquie. 

## Historique
Elle a été fondée en 1800 par le sultan Selim III pour les troupes du Nizam-ı Djédid (littéralement « nouvel ordre ») dans le cadre des efforts de réformes militaires ottomanes. Cette caserne, érigée en bois par Krikor Balyan a été incendiée en 1808 lors d'une révolte des janissaires qui s'opposaient aux réformes militaires. La reconstruction de la caserne en pierre, commandée par le sultan Mahmud II, a commencé en 1825 et s'est achevée le 6 février 1828. Ce bâtiment, toujours visible est un imposant bâtiment de plan rectangulaire de 200 m sur 267 m et dont la place au centre servait de grand terrain de parade. La structure avait trois étages réparties sur trois ailes et deux étages seulement sur l'aile à l'est, en raison de l'inclinaison du terrain. La caserne se situe à côté de la Grande Mosquée Selimiye.
Aujourd'hui[Quand ?], la caserne est utilisée et sert de quartier à des forces terrestres turques.

## Guerre de Crimée et Florence Nightingale
Pendant la guerre de Crimée (1853-1856), la caserne a été attribuée à l'armée britannique, qui se rendait de la Grande-Bretagne à la Crimée. Après le départ des troupes des 33e et 41e régiments, la caserne a été transformée en hôpital militaire provisoire. À cause du manque d'hygiène, environ 6 000 soldats sont morts dans la caserne de Selimiye pendant la guerre de Crimée, principalement à cause du choléra. Les morts étaient enterrés à côté de la caserne, sur un terrain qui deviendra le cimetière de Haydarpaşa. 
Le 4 novembre 1854, Florence Nightingale arrive à Scutari (Üsküdar) avec près de 40 infirmières bénévoles. Elles ont pris en charge des milliers de soldats blessés et infectés. Florence Nightingale est accueillie en Grande-Bretagne en héroïne à son retour en 1856 et sera considérée comme une pionnière des soins infirmiers modernes[réf. nécessaire].

## Galerie d'images

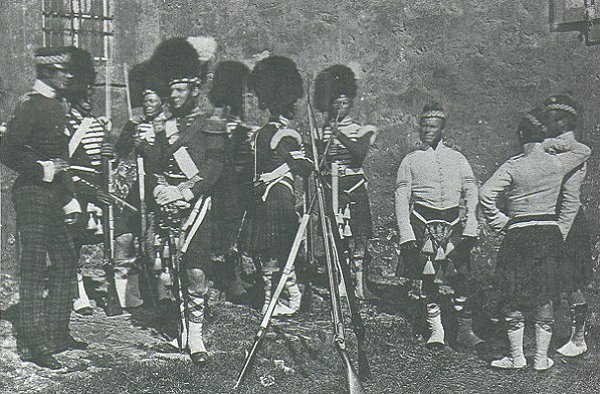
Photo d'officiers et d'hommes du 93e régiment d’infanterie, peu de temps avant leur engagement dans la guerre de Crimée, 1854, Üsküdar.
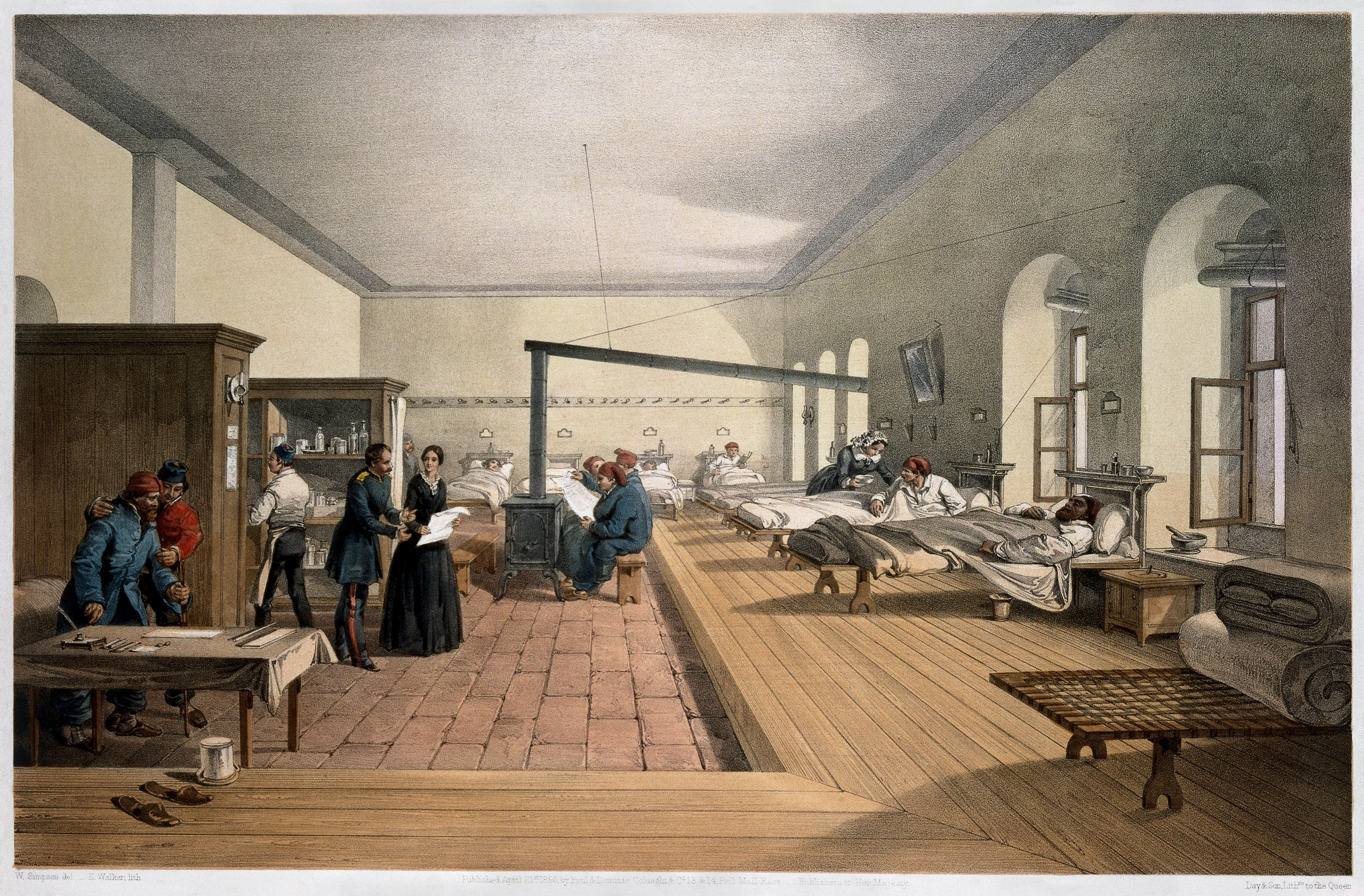
Lithographie de 1856 de la caserne de Selimiye utilisée comme hôpital pendant la guerre de Crimée.
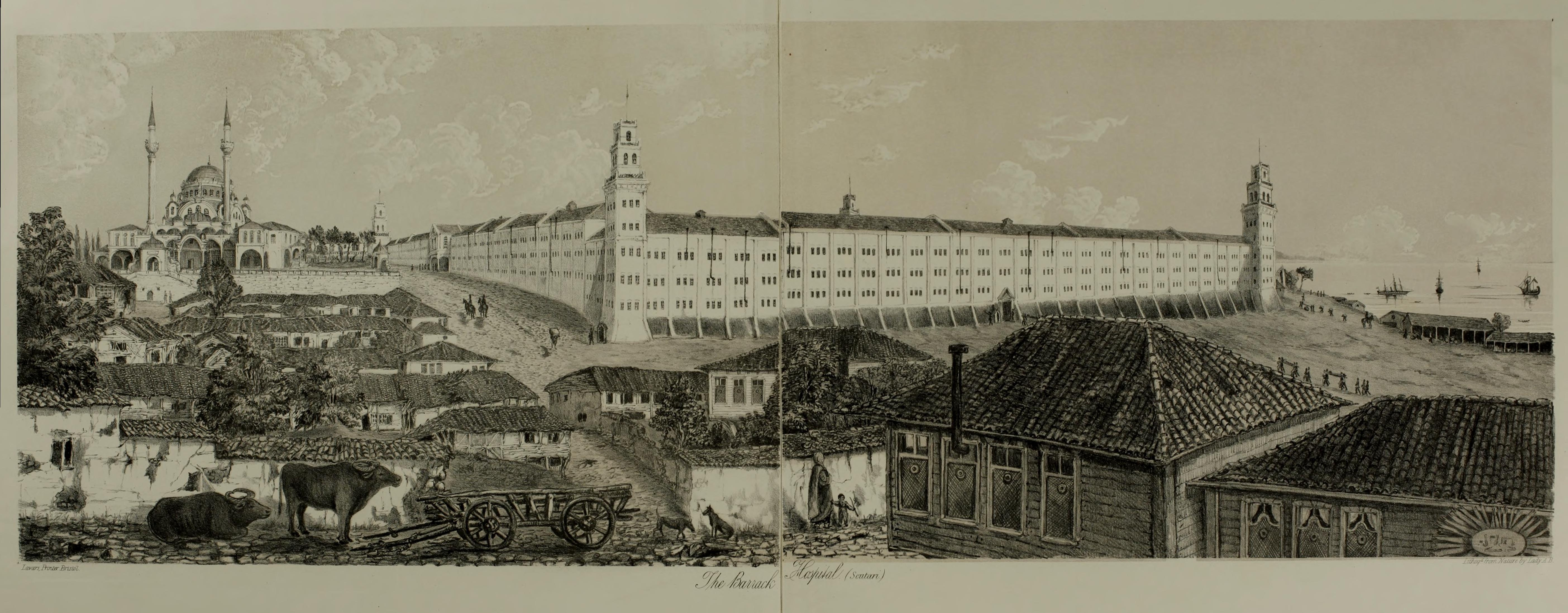
Gravure de la caserne Selimiye publié en 1857 par Lady Alicia Blackwood dans son livre Scutari : the Bosphorus and the Crimea. Twenty four sketches. Sur la gauche, on retrouve la Grande Mosquée Selimiye.